# دیدیه اویه
دیدیه اویه (فرانسوی: Didier Hoyer‎؛ زادهٔ ۳ فوریهٔ ۱۹۶۱) قایقران کانو اهل فرانسه است.